# Омикрон Весов
Омикрон Весов (лат. ο Librae), 29 Весов (лат. 29 Librae), HD 136407 — двойная звезда в созвездии Весов на расстоянии приблизительно 185 световых лет (около 57 парсеков) от Солнца. Видимая звёздная величина звезды — +6,143m. Возраст звезды оценивается как около 1,6 млрд лет.

## Характеристики
Первый компонент — жёлто-белая звезда спектрального класса F2V. Масса — около 1,58 солнечной, радиус — около 2,19 солнечных, светимость — около 8,8 солнечных. Эффективная температура — около 6808 К.
Второй компонент удалён на 44,4 угловых секунд.